# Montfort-sur-Meu
Montfort-sur-Meu (bretonsko Moñforzh) je naselje in občina v severozahodnem francoskem departmaju Ille-et-Vilaine regije Bretanje. Leta 2009 je naselje imelo 6.347 prebivalcev.

## Geografija
Kraj leži v pokrajini Bretaniji ob reki Meu in njenem desnem pritoku Garun, 23 km zahodno od Rennesa.

## Uprava
Montfort-sur-Meu je sedež istoimenskega kantona, v katerega so poleg njegove vključene še občine Bédée, Breteil, La Chapelle-Thouarault, Clayes, Iffendic, La Nouaye, Pleumeleuc, Saint-Gonlay, Talensac in Le Verger s 26.047 prebivalci.
Kanton Montfort-sur-Meu je sestavni del okrožja Rennes.

## Zanimivosti
- ostanki avguštinske opatije sv. Jakoba, ustanovljene leta 1152 pod Viljemom I. Montfortskim,
- ostanki nekdanjega obzidja
  - stolp Tour du Papegault iz konca 14. stoletja,
  - mestna vrata sv. Nikolaja,
- cerkev sv. Ludvika Marije Grigniona iz 19. stoletja,
- občinski park.

## Pobratena mesta
- Marktheidenfeld (Bavarska, Nemčija);